# Готлоб Йохан Лудвиг фон Хохберг
Готлоб Йохан Лудвиг фон Хохберг (на немски: Gottlob Karl Ludwig Graf von Hochberg, Freiherr zu Fürstenstein; * 30 май 1753; † 14 декември 1791) е граф на Хохберг, фрайхер на Фюрстенщайн в Бавария.
Той е най-малкият син на граф Ханс Хайнрих IV фон Хохберг фрайхер на Фюрстенщайн (1705 – 1758) и съпругата му графиня Луиза Фридерика фон Щолберг-Щолберг (1710 – 1757), дъщеря на граф Кристоф Фридрих фон Щолберг-Щолберг (1672 – 1738) и фрайин Хенриета Катарина фон Бибран-Модлау (1680 – 1748). Брат му Ханс Хайнрих V фон Хохберг (1741 – 1782) е граф на Хохберг, фрайхер на Фюрстенщайн.
Готлоб Йохан Лудвиг фон Хохберг умира бездетен на 38 години на 14 декември 1791 г.

## Фамилия
Готлоб Йохан Лудвиг фон Хохберг се жени за София Фридерика Ердмута фон Шьонбург-Хартенщайн (* 24 март 1756; † 22 март 1782), дъщеря на граф Фридрих Албрехт фон Шьонбург-Хартенщайн (1713 – 1786) и Ердмута Магдалена фон Шьонбург-Щайн (1722 – 1806). Бракът е бездетен.
Готлоб Йохан Лудвиг фон Хохберг се жени втори път за племенницата си Шарлота Хенриета Кристиана Августа фон Хохберг (* 6 октомври 1763; † 19 януари 1800), дъщеря на брат му Ханс Хайнрих V фон Хохберг-Фюрстенщайн (1741 – 1782) и Кристиана Хенриета Луиза фон Щолберг-Щолберг (1738 – 1776). Бракът е бездетен.